# Hakan Kurtaş
Hakan Kurtaş (Smirne, 7 settembre 1988) è un attore turco, noto per aver interpretato Deniz Kaya nella serie Bitter Sweet - Ingredienti d'amore (Dolunay) e per quello di Doruk Özütürk nella serie Il dottor Alì (Mucize Doktor).

## Biografia
Hakan Kurtaş è nato il 7 settembre 1988 a Smirne (Turchia), da madre economista e da padre pediatra; ha due fratelli minori. Quando aveva tre anni, la madre si è laureata presso il dipartimento di economia, poi ha sostenuto di nuovo l'esame e ha concluso la sua carriera di insegnante. Appassionato alla recitazione e al teatro sin dalle scuole medie, disegna cartoni animati e si occupa di musica.

## Carriera
Hakan Kurtaş dopo aver completato la scuola superiore presso la Bursa Anatolian High School, si è laureato presso il dipartimento teatrale del conservatorio statale dell'Università Mimar Sinan. Prima di frequentare il college ha giocato a basket in club professionistici. Nel 2010 si è formato presso il teatro Punk Rock del DOT Theatre.
Nel 2011 ha iniziato la sua carriera di recitazione dopo essere stato scritturato per interpretare il personaggio di Can Uçar nell'episodio finale della serie in onda su ATV Ezel. Nel 2011 e nel 2012 ha debuttato come protagonista con il ruolo di Sinan Harmangil nella serie Bir Çocuk Sevdim, preparata dalla produzione TMC su Kanal D e successivamente trasferita su Star TV. Nel 2012, ha interpretato il personaggio İzzet Gündoğdu, i cui tragici eventi hanno avuto luogo nel film Body, che ha condiviso con Hatice Aslan. Ha interpretato un pugile nella commedia Beautiful Burnout / Supernova, diretta da Murat Daltaban. Ha studiato a lungo boxe per prepararsi al suo ruolo. Più recentemente, ha recitato nel cortometraggio Meşakkat and His Wife, diretto da Esme Madra, che ha gareggiato nella categoria Fiction Short Films al 9º Festival del cortometraggio di Akbank. Nel 2013, insieme ai suoi colleghi Ulaş Tuna Astepe ed Efe Tunçer, ha fondato il gruppo musicale Bir December, con il quale scrive e compone le canzoni, oltre a cantare e a suonare la chitarra.

## Filmografia

### Cinema
- Vücut, regia di Mustafa Nuri (2011)
- 91.1, regia di Mustafa Haktanir (2016)
- Bölük, regia di Aytaç Agirlar (2017)
- Martilarin Efendisi, regia di Mehmet Ada Öztekin (2017)
- Iyi Oyun, regia di Umut Aral (2018)

### Televisione
- Ezel – serie TV, 1 episodio (ATV, 2011)
- Bir Çocuk Sevdim – serie TV, 39 episodi (Kanal D, Star TV, 2011-2012)
- A.Ş.K. – serie TV, 13 episodi (Kanal D, 2013)
- Analar ve Anneler – serie TV, 9 episodi (ATV, 2015)
- Filinta – serie TV, 53 episodi (TRT 1, 2015-2016)
- Seddülbahir 32 Saat – miniserie TV, 4 episodi (TRT 1, 2016)
- Saruhan, regia di Emre Konuk – film TV (TRT 1, 2016)
- Bitter Sweet - Ingredienti d'amore (Dolunay) – serie TV, 26 episodi (Star TV, 2017)
- 8. Gün – miniserie TV, 8 episodi (ATV, 2018)
- Çarpışma – serie TV, 24 episodi (Show TV, 2018-2019)
- La forza di una donna (Kadın) – serie TV, 17 episodi (Fox, 2019-2020)
- Il dottor Alì (Mucize Doktor) – serie TV, 36 episodi (Fox, 2020-2021)
- Baba – serie TV, 30 episodi (Show TV, 2022)
- Thank You, Next (Kimler Geldi, Kimler Geçti) – web serie, 16 episodi (Netflix, 2024-in corso)

### Cortometraggi
- Grueling and His Wife, regia di Esme Madra (2013)
- Stormers, regia di Esme Mara (2022)

## Teatro
- Dot-Punk Rock (2010)
- Avaz Avaz (2010)
- Beautiful Burnout/Süpernova (2012)
- İstila! (2017)
- Yak Bunu (2019)

## Doppiatori italiani
Nelle versioni in italiano dei suoi film e delle sue serie TV, Hakan Kurtaş è stato doppiato da:
- Davide Albano[20] in Bitter Sweet - Ingredienti d'amore[21], ne Il dottor Alì[22]
- Raffaele Carpentieri[23] in Thank You, Next[24]

## Riconoscimenti
- Adana Film Festival
  - 2011: Vincitore come Attore più promettente per la serie Vücut
- ELLE Style Awards
  - 2012: Candidato come Miglior attore
- Sadri Alisik Theatre and Cinema Awards
  - 2011: Vincitore del Premio speciale Anadolu Efes